# Cầu Long Bình – Chrey Thom
Cầu Long Bình – Chrey Thom (tiếng Khmer: ស្ពាន ជ្រៃធំ-ឡុងប៊ិញ) là một cây cầu bắc qua sông Bình Di trên biên giới Việt Nam – Campuchia.
Cầu nối liền tỉnh thị trấn Long Bình (huyện An Phú, tỉnh An Giang, Việt Nam) và làng Chrey Thom (xã Sampeou Poun, huyện Koh Thom, tỉnh Kandal, Campuchia).
Cầu Long Bình có chiều dài 439,6 m, rộng 13,5 m. Công trình có tổng mức đầu tư là 38,3 triệu USD, trong đó vốn đầu tư phía bờ Việt Nam là 17,8 triệu USD, phía bờ Campuchia là 20,59 triệu USD từ nguồn vốn vay ưu đãi của Chính phủ Việt Nam cho Campuchia. Cầu được khởi công xây dựng vào ngày 14 tháng 1 năm 2014 và khánh thành vào ngày 24 tháng 4 năm 2017.